# الجلاصي
الجلاَصِي قرية تقع بمعتمدية السبيخة بولاية القيروان من الوسط التونسي.